# 突唇鱼
突唇鱼（学名：Labrichthys cyanotaenia）为隆头鱼科突唇鱼属的鱼类，俗名圆唇鱼。分布于印度洋非洲东岸至太平洋中部、北至日本琉球群岛以及南海诸岛等。